# Feuerwehrmuseum Senningen

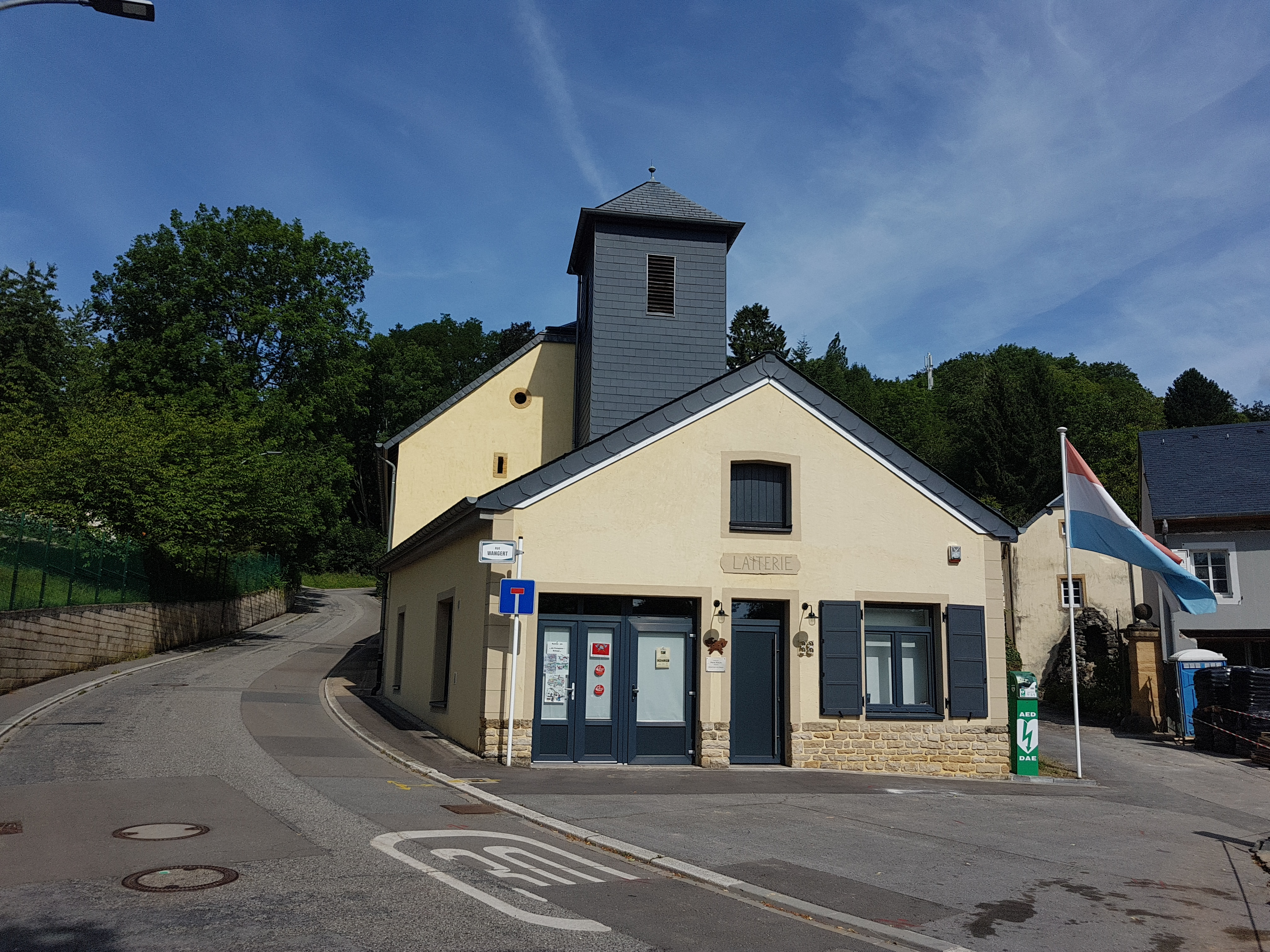
Das Feuerwehrmuseum in Senningen in der ehemaligen Molkerei

Das Feuerwehrmuseum Senningen (lux.: Pompjéesmusée Senneng; auch: Ale Pompjeesschapp Sennéng)  in der Ortschaft Senningen (lux.: Senneng), Gemeinde Niederanven (lux.: Nidderaanwen) im Großherzogtum Luxemburg dient der Information der Öffentlichkeit und der Schulung (Lehrmuseum). Es ist dies das einzige Lehr-Feuerwehrmuseum in Luxemburg.
Das Feuerwehrmuseum wurde am 28. Juni 2017 im Gebäude in 38, rue du Château in Senningen eröffnet. Das Gebäude war ursprünglich eine Molkerei, dann das Feuerwehrhaus von Senningen und zuletzt der Unterstand des Fischereivereins Neibaach. Nunmehr ist es der Ausstellungsraum des Lehrmuseums. Das Gebäude wurde von der Gemeinde Niederanven renoviert und zur Verfügung gestellt.
Die Exponate wurden von den beiden früheren Kommandanten der Feuerwehr Oberanven, Pierre Rach und Gilbert Sauber, gesammelt und zusammengestellt.
Führungen werden nach Voranmeldung auf Deutsch, Luxemburgisch, Französisch und Englisch angeboten.